# Чехун Роман Георгійович
Роман Георгійович Чехун — майор 7 БрТА Збройних сил України, учасник російсько-української війни, який загинув у ході російського вторгнення в Україну у 2022 році. Герой України.

## Життєпис
Народився 2 липня 1976 року.
Після закінчення школи у 1993 році вступив до Харківського національного університету Повітряних сил України імені Івана Кожедуба. Закінчив навчання у 1998 році далі проходив службу у 7 бригаді тактичної авіації імені Петра Франка на посаді старшого командира ланки авіаційної ескадрильї. У 2014 році брав участь в АТО та ООС. З початком російського вторгнення в Україну захищав небо над Херсонщиною.
Загинув 12 березня 2022 року в повітряному бою над Херсонщиною у складі екіпажу з Валерієм Ошкалом.

## Нагороди
- Звання Герой України з удостоєнням ордена «Золота Зірка» (23 лютого 2023, посмертно) — за особисту мужність і героїзм, виявлені у захисті державного суверенітету та територіальної цілісності України, самовіддане служіння Українському народові[4]
- Орден «За мужність» III ступеня (2022, посмертно) — ''за особисту мужність і самовіддані дії, виявлені у захисті державного суверенітету та територіальної цілісності України, вірність військовій присязі.
- Медаль за 15 років ЗСУ, за сумлінну службу 2 ступеня, за учасник АТО та ООС, за 20 років сумлінної служби.
- Нагрудний знак за воїнську доблесть і честь, за 78 років ХНУПС.